# Caratê nos Jogos Pan-Americanos de 2023 - Até 61 kg feminino
A categoria até 61 kg feminino do caratê nos Jogos Pan-Americanos de 2023 foi disputada em 4 de novembro de 2023 no Centro de Esportes de Contato, em Ñuñoa. Um total de nove caratecas, cada uma representando um Comitê Olímpico Nacional (CON), participaram do evento.

## Medalhistas
| Ouro   | PUR Janessa Fonseca                       |
| Prata  | PER Alexandra Grande                      |
| Bronze | VEN Claudymar Garcés EAI María Renée Wong |

## Resultados

### Fase de grupos
As nove caratecas foram divididos em dois grupos, onde cada uma enfrenta suas adversárias dentro grupo. As duas primeiras de cada um avançam para as semifinais.

#### Grupo A
| Pos. | Carateca                 | V | D | Pts |
| ---- | ------------------------ | - | - | --- |
| 1    | PUR Janessa Fonseca      | 3 | 0 | 9   |
| 2    | PER Alexandra Grande     | 2 | 1 | 6   |
| 3    | CHI Bárbara Huaiquimán   | 1 | 2 | 3   |
| 4    | USA Alexandra Wainwright | 0 | 3 | 0   |

|                          | Resultado |                          |
| ------------------------ | --------- | ------------------------ |
| PER Alexandra Grande     | 5–6       | PUR Janessa Fonseca      |
| USA Alexandra Wainwright | 2–4       | CHI Bárbara Huaiquimán   |
| PER Alexandra Grande     | 2–0       | USA Alexandra Wainwright |
| PUR Janessa Fonseca      | 9–1       | CHI Bárbara Huaiquimán   |
| PUR Janessa Fonseca      | 8–0       | USA Alexandra Wainwright |
| PER Alexandra Grande     | 3–1       | CHI Bárbara Huaiquimán   |

#### Grupo B
| Pos. | Carateca             | V | D | Pts |
| ---- | -------------------- | - | - | --- |
| 1    | EAI María Renée Wong | 3 | 1 | 9   |
| 2    | VEN Claudymar Garcés | 3 | 1 | 9   |
| 3    | COL Diana Ramírez    | 2 | 2 | 6   |
| 4    | ARG Laura Díaz       | 1 | 3 | 3   |
| 5    | CUB Lianerkis Chacón | 1 | 3 | 3   |

|                      | Resultado |                      |
| -------------------- | --------- | -------------------- |
| ARG Laura Díaz       | 0–3       | COL Diana Ramírez    |
| EAI María Renée Wong | 4–0       | VEN Claudymar Garcés |
| ARG Laura Díaz       | 5–0       | CUB Lianerkis Chacón |
| COL Diana Ramírez    | 8–0       | EAI María Renée Wong |
| ARG Laura Díaz       | 1–7       | VEN Claudymar Garcés |
| COL Diana Ramírez    | 3–6       | CUB Lianerkis Chacón |
| ARG Laura Díaz       | 3–5       | EAI María Renée Wong |
| CUB Lianerkis Chacón | 1–4       | VEN Claudymar Garcés |
| COL Diana Ramírez    | 2–10      | VEN Claudymar Garcés |
| EAI María Renée Wong | 3–1       | CUB Lianerkis Chacón |

### Fase final
As vencedoras das semifinais disputam a medalha de ouro, enquanto as perdedoras conquistam automaticamente as medalhas de bronze.
|  | Semifinais           | Semifinais           |   |  | Final               | Final |  |
|  |                      |                      |   |  |                     |       |  |
|  |                      |                      |   |  |                     |       |  |
|  | PUR Janessa Fonseca  | 7                    |   |  |                     |       |  |
|  | VEN Claudymar Garcés | 6                    |   |  |                     |       |  |
|  |                      |                      |   |  |                     |       |  |
|  |                      |                      |   |  |                     |       |  |
|  |                      |                      |   |  | PUR Janessa Fonseca | 10    |  |
|  |                      | PER Alexandra Grande | 7 |  |                     |       |  |
|  |                      |                      |   |  |                     |       |  |
|  |                      |                      |   |  |                     |       |  |
|  |                      |                      |   |  |                     |       |  |
|  |                      |                      |   |  |                     |       |  |
|  | EAI María Renée Wong | 4                    |   |  |                     |       |  |
|  | PER Alexandra Grande | 5                    |   |  |                     |       |  |